# Elberfeld (Indiana)
Elberfeld est une municipalité située dans le comté de Warrick, dans l’État de l'Indiana, aux États-Unis. Lors du recensement de 2020, elle comptait 644 habitants.